# Műugrás az 1920. évi nyári olimpiai játékokon
Az 1920. évi nyári olimpiai játékokon öt versenyszámban avattak olimpiai bajnokot műugrásban. Három férfi és két női versenyt rendeztek.

## Éremtáblázat
(A táblázatokban a rendező ország csapata eltérő háttérszínnel, az egyes számoszlopok legmagasabb értéke, vagy értékei vastagítással kiemelve.)
| Az 1920. évi nyári olimpiai játékok éremtáblázata műugrásban | Az 1920. évi nyári olimpiai játékok éremtáblázata műugrásban | Az 1920. évi nyári olimpiai játékok éremtáblázata műugrásban | Az 1920. évi nyári olimpiai játékok éremtáblázata műugrásban | Az 1920. évi nyári olimpiai játékok éremtáblázata műugrásban | Olimpia  |
| ------------------------------------------------------------ | ------------------------------------------------------------ | ------------------------------------------------------------ | ------------------------------------------------------------ | ------------------------------------------------------------ | -------- |
|                                                              | Ország                                                       | Arany                                                        | Ezüst                                                        | Bronz                                                        | Összesen |
| 1.                                                           | Egyesült Államok (USA)                                       | 3                                                            | 2                                                            | 3                                                            | 8        |
| 2.                                                           | Svédország (SWE)                                             | 1                                                            | 2                                                            | 2                                                            | 5        |
| 3.                                                           | Dánia (DEN)                                                  | 1                                                            | 0                                                            | 0                                                            | 1        |
|                                                              |                                                              |                                                              |                                                              |                                                              |          |
| 4.                                                           | Nagy-Britannia (GBR)                                         | 0                                                            | 1                                                            | 0                                                            | 1        |
|                                                              |                                                              |                                                              |                                                              |                                                              |          |
| Összesen                                                     | Összesen                                                     | 5                                                            | 5                                                            | 5                                                            | 15       |

## Érmesek

### Férfi számok
| Az 1920. évi nyári olimpiai játékok érmesei férfi műugrásban |                                            |                                            |                                        |
| Versenyszám                                                  | Arany                                      | Ezüst                                      | Bronz                                  |
| Műugrás 1 és 3 m.                                            | Louis Kuehn · Egyesült Államok (USA)       | Clarence Pinkston · Egyesült Államok (USA) | Louis Balbach · Egyesült Államok (USA) |
| Műugrás 5 és 10 m.                                           | Clarence Pinkston · Egyesült Államok (USA) | Erik Adlerz · Svédország (SWE)             | Harry Prieste · Egyesült Államok (USA) |
| Toronyugrás                                                  | Arvid Wallman · Svédország (SWE)           | Nils Skoglund · Svédország (SWE)           | John Jansson · Svédország (SWE)        |

### Női számok
| Az 1920. évi nyári olimpiai játékok érmesei női műugrásban |                                        |                                           |                                       |
| Versenyszám                                                | Arany                                  | Ezüst                                     | Bronz                                 |
| Műugrás                                                    | Aileen Riggin · Egyesült Államok (USA) | Helen Wainwright · Egyesült Államok (USA) | Thelma Payne · Egyesült Államok (USA) |
| Toronyugrás                                                | Stefani Fryland Clausen · Dánia (DEN)  | Elieen Armstrong · Nagy-Britannia (GBR)   | Eva Ollivier · Svédország (SWE)       |